# MAZ-535
Der Lastwagen MAZ-535 (russisch МАЗ-535) ist eine schwere Zugmaschine des sowjetischen Fahrzeugherstellers Minski Awtomobilny Sawod, die in den 1950er-Jahren für das sowjetische Militär entwickelt wurde, um Raketen und Panzer zu transportieren.

## Fahrzeuggeschichte

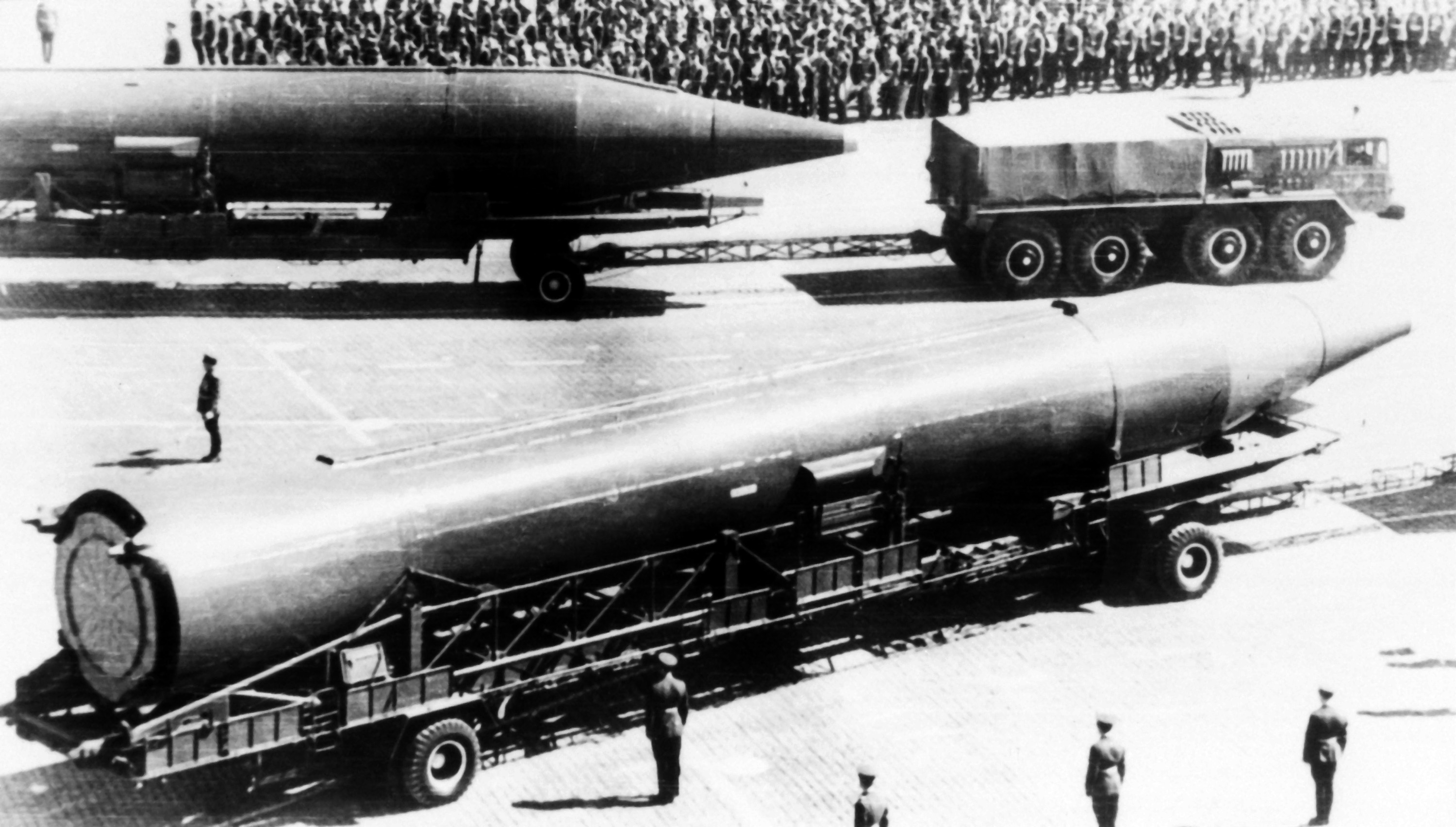
R-14 Interkontinentalraketen, die von MAZ-535A-Zugmaschinen gezogen werden (rechts oben im Bild)

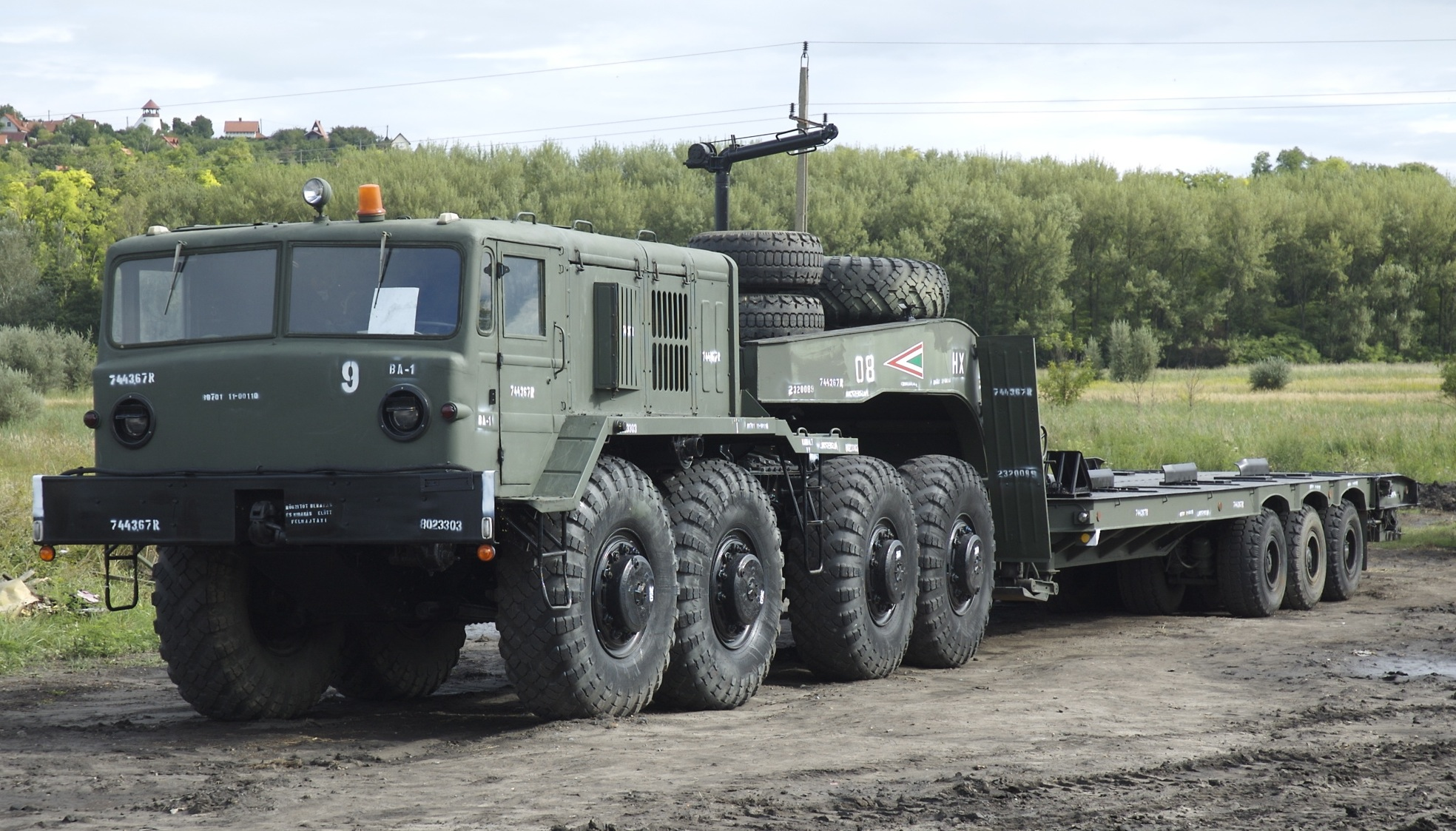
Ein MAZ-537 mit Auflieger für den Panzertransport, der Nachfolger des MAZ-535 (2010)

In den Jahren des Zweiten Weltkriegs machte die Rote Armee die Erfahrung, dass es entscheidend an Transportmitteln für Kettenfahrzeuge mangelte. Es existierten aus russischer Produktion keine Lastkraftwagen die in der Lage gewesen wären, zum Beispiel einen T-34-Panzer zu transportieren. Nach dem Krieg begann man auf Basis des JaAZ-210 Sattelzugmaschinen für diesen Zweck zu entwickeln, was jedoch nicht den gewünschten Erfolg brachte.
In den frühen 1950er-Jahren kamen die verantwortlichen Planer zu dem Schluss, dass ein Fahrzeug auf Basis der damals produzierten Lastwagen die von der Armee gestellten Anforderungen nicht erfüllen würde. Entsprechend erhielt das MAZ-Werk in Minsk 1954 den Auftrag, ein passendes Fahrzeug zu entwickeln. Neu gegenüber den bisherigen Fahrzeugen war neben der Größe, den vier permanent angetriebenen Achsen mit großer Einzelbereifung und Reifendruckregelanlage die verbaute Servolenkung und das hydrodynamische Getriebe, das ohne manuelles Kuppeln auskommt. Im Mai beziehungsweise Juni 1956 wurden die ersten beiden funktionstüchtigen Prototypen hergestellt. Im Sommer 1957 war das Fahrzeug bereit für eine Serienfertigung, die im Jahr 1958 begann.
Die Fertigung in Minsk hielt nicht lange an. Stattdessen wurde schon 1960 damit begonnen, die Produktion des MAZ-535 nach Kurgan zu Uralselmasch zu verlagern. Da die Fahrzeuge technisch sehr komplex waren, wurden nur geringe Stückzahlen gebaut. So liefen 1961 etwa 200 Stück vom Band, 1962 nur 150 Exemplare. Ende 1963 endete die Fertigung offiziell, jedoch wird abweichend auch 1964 als letztes Baujahr angegeben. Der MAZ-535 wurde durch seinen leistungsstärkeren Nachfolger MAZ-537 abgelöst, der die kommenden 30 Jahre in Großserie gebaut wurde und eine weite Verbreitung in verschiedenen Armeen des Warschauer Pakts erfuhr.

## Modellversionen
In der kurzen Produktionszeit des Fahrzeugs gab es vier unterschiedliche Modellvarianten.
- MAZ-535 – diverse Prototypen vor der eigentlichen Serienfertigung. Nachdem ein Fahrzeug in der Erprobungsphase einen Unfall erlitt, bei dem sich der Rahmen verzog, entschied man sich zur Entwicklung des MAZ-535A.
- MAZ-535A – überarbeitete Version mit Ballastpritsche, unter anderem mit verstärktem Rahmen, ab 1958 in Serie gebaut.
- MAZ-535B – ab 1959 gefertigte mobile Raketenstartrampe für ballistische Raketen.
- MAZ-535W – 1959 bis 1963 gefertigte Variante als Sattelzugmaschine für 25-Tonnen-Auflieger. Auf Basis dieses Fahrzeugs wurde der MAZ-537 entwickelt.

## Technische Daten
Für die Grundversion MAZ-535.
- Motor: Zwölfzylinder-Saugdieselmotor
- Motortyp: D12A-375
- Hubraum: 38,88 l
- Leistung: 375 PS (276 kW)
- Max. Drehmoment: 170 kpm (1670 Nm)
- Verbrauch: 75 l/100 km
- Kraftstoffvorrat: 2×350 l
- Getriebe: hydrodynamisches Strömungsgetriebe[1]
- Höchstgeschwindigkeit: 60 km/h, mit 15 t-Anhänger 35–40 km/h
- Antriebsformel: 8×8
- maximal überschreitbare Grabenweite: 1,3 m
- maximal befahrbare Steigung: 30°
- Sitzplätze in der Kabine: 4

Abmessungen und Gewichte
- Länge: 8780 mm
- Breite: 2805 mm
- Höhe: 2915 mm
- Radstand: 5750 mm zwischen den äußeren Achsen
- Spurweite: 2150 mm
- Bodenfreiheit: 475 mm
- Wendekreis: 27 m
- Leergewicht: 18.975 kg
- Zuladung: 7000 kg
- zulässiges Gesamtgewicht: 25.975 kg
- maximale Anhängelast: 15.000 kg
- zulässiges Gesamtgewicht des Zugs: 40.975 kg